# Ioan Pop (delegat)
Ioan Pop (n. 23 ianuarie 1886, Săcalul de Câmpie- d. 4 februarie 1956, Cluj) a fost un deputat în Marea Adunare Națională de la Alba Iulia, organismul legislativ reprezentativ al „tuturor românilor din Transilvania, Banat și Țara Ungurească”, cel care a adoptat hotărârea privind Unirea Transilvaniei cu România, la 1 decembrie 1918.:p. 77

## Biografie
Ioan Pop, născut în localitatea Săcalul de Câmpie, județul Mureș, a urmat studiile la Institutul Teologic greco-catolic din Blaj. Este numit preot în comuna Ercea și devine președinte al Consiliului Național Român de aici. Din inițiativa sa este înființată și Garda Națională. A fost și membru al P.N.R. iar mai apoi al P.N.Ț. Se deosebește în activitatea sa în calitate de consilier județean în perioada 1926-1934. Își găsește sfârșitul la data de 4 februarie 1956 în localitatea Ercea.

## Activitatea politică
A fost ales ca delegat supleant al cercului electoral  Reghin, la Marea Adunare Națională de la Alba Iulia de la 1 decembrie 1918.:p.261